# Arzens
Arzens ist eine französische Gemeinde mit 1196 Einwohnern (Stand 1. Januar 2022) im Département Aude in der Region Okzitanien; sie gehört zum Arrondissement Carcassonne, zum Kanton La Malepère à la Montagne Noire und zum Gemeindeverband Carcassonne Agglo.

## Bevölkerungsentwicklung
| Jahr      | 1962 | 1968 | 1975 | 1982 | 1990 | 1999 | 2007 | 2016 |
| Einwohner | 943  | 966  | 833  | 933  | 871  | 1003 | 1126 | 1245 |

## Sehenswürdigkeiten
- romanische Kirche Saint-Genès
- Schloss

## Persönlichkeiten
- Achille Laugé (1861–1944), Maler, Vertreter des Pointillismus

## Gemeindepartnerschaft
- Hattenheim im Rheingau, Stadtteil von Eltville am Rhein, Deutschland (seit 1963)